# Wawrzka
Wawrzka (j. łemkowski Вафка) – wieś w Polsce położona w województwie małopolskim, w powiecie nowosądeckim, w gminie Grybów.
W latach 1975–1998 miejscowość administracyjnie należała do województwa nowosądeckiego.

## Zabytki
Obiekt wpisany do rejestru zabytków nieruchomych województwa małopolskiego.
- Cmentarz wojenny nr 128 z I wojny światowej.

### Inne zabytki
- Dawna cerkiew prawosławna wybudowana w latach 1935–1950, obecnie kościół filialny parafii rzymskokatolickiej we Florynce.

## Ochotnicza straż pożarna
Ochotniczą straż pożarną założono w 1962 roku. Posiada samochód Magirus Deutz.

## Galeria

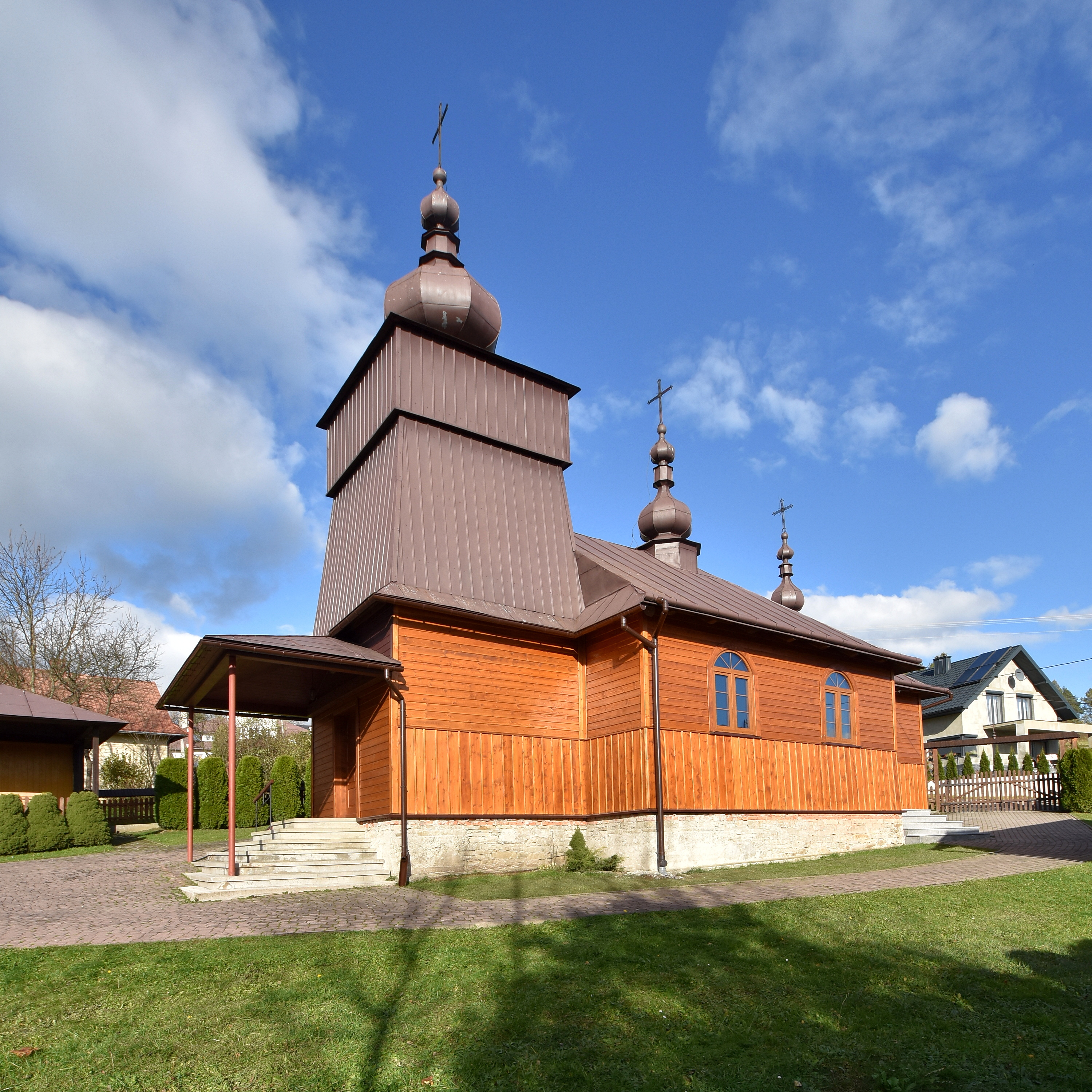
Dawna cerkiew
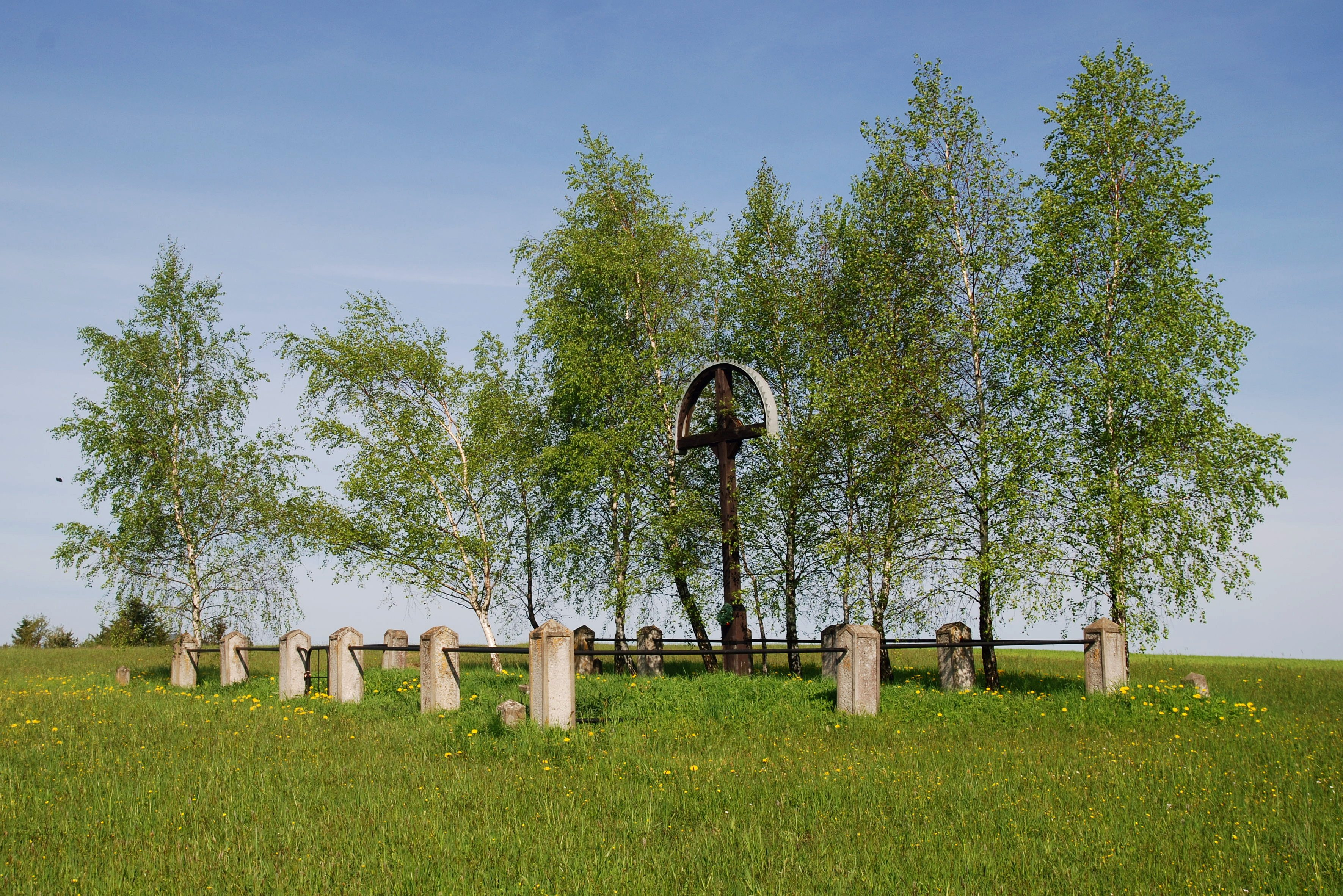
Cmentarz wojenny nr 128
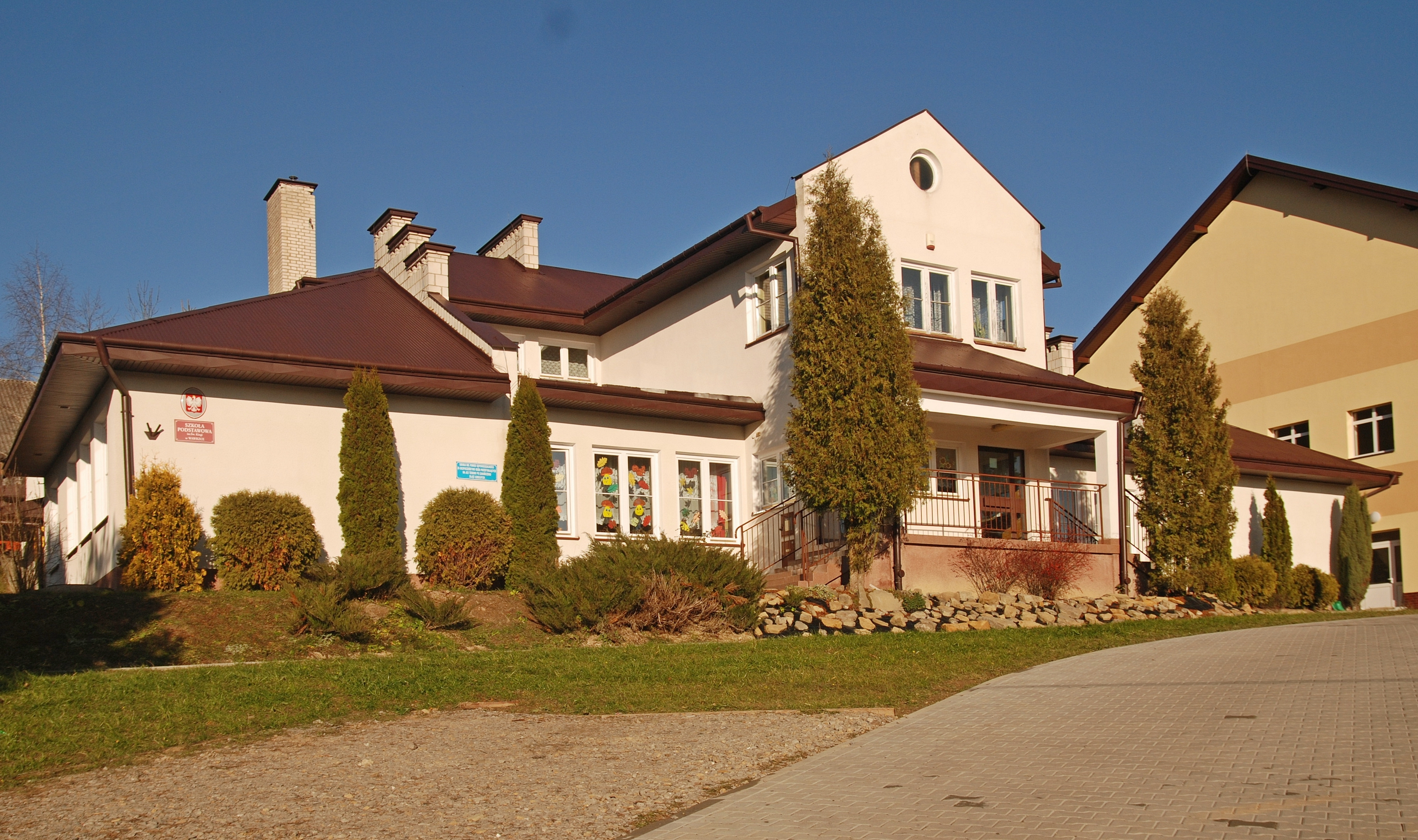
Szkoła podstawowa

## Szlaki piesze
- Grybów – Chełm (780 m n.p.m.) – Wawrzka – Flasza – Homola (712 m n.p.m.)